# Geštinanna
Geštinanna è, nella mitologia sumera, una dea minore, sorella del dio-pastore Dumuzi.

## Origine e collegamenti
Il mito di Geštinanna è parte integrante della storia che ha come protagonisti il fratello Dumuzi (Tammuz per i Babilonesi e Damu per gli Accadi) e la cognata Inanna, dea sumera dell'amore e della guerra.
Ve n'è un accenno indiretto nell'Epopea di Gilgameš, quando egli rifiuta le profferte amorose di Inanna ricordandole appunto la sorte dei suoi numerosi amanti e del suo sposo.

## Storia e mito
Inanna, recatasi nel Kurnugea, gli inferi sumeri per recare le condoglianze alla sorella Ereshkigal, rimane colà intrappolata e inerme. Per salvarsi, condanna in pratica il proprio marito Dumuzi a prendere il suo posto, ma Dumuzi fugge, inseguito dai demoni.
Quando viene infine catturato e condotto nel sottomondo, la sorella Geštinanna leva per lui un alto lamento, che in qualche modo commuove Inanna ed Ereshkigal, che infine accettano che Dumuzi resti negli inferi solo per sei mesi, e che per i restanti sei mesi dell'anno Geštinanna prenda il suo posto, servendo come scriba e "contabile" col nome di Belet-seri, giustificando in tal modo l'alternarsi delle stagioni, in maniera simile al mito greco di Persefone e a quello latino di Proserpina, dei quali costituisce verosimilmente il prototipo.
Geštinanna divenne in seguito dea della vite e del vino che da essa deriva, e come tale venerata nel mese di ottobre; il suo nome è traducibile, infatti, come "Vite del cielo" (Ĝeštin.an.ak).

## Genealogia
Geštinanna era figlia di Enki e Ninhursag, sorella di Dumuzi e moglie di Ningishzida, dio delle messi e dell'agricoltura.